# كفر النعناعي
كفر النعناعي إحدى قرى مركز قطور التابع لمحافظة الغربية بجمهورية مصر العربية.

## السكان
بلغ عدد سكان كفر النعناعي 2316 نسمة حسب تقدير عام 2018.
| السنة  | 1960 | 1976 | 1986 | 1996 | 2006  | 2018 |
| ------ | ---- | ---- | ---- | ---- | ----- | ---- |
| القرية | 958  | 1251 | 1520 | 1523 | 1,794 | 2316 |